# Jacque (Alti Pirenei)
Jacque è un comune francese di 66 abitanti situato nel dipartimento degli Alti Pirenei nella regione dell'Occitania.

## Società

### Evoluzione demografica
Abitanti censiti